# ارکستر

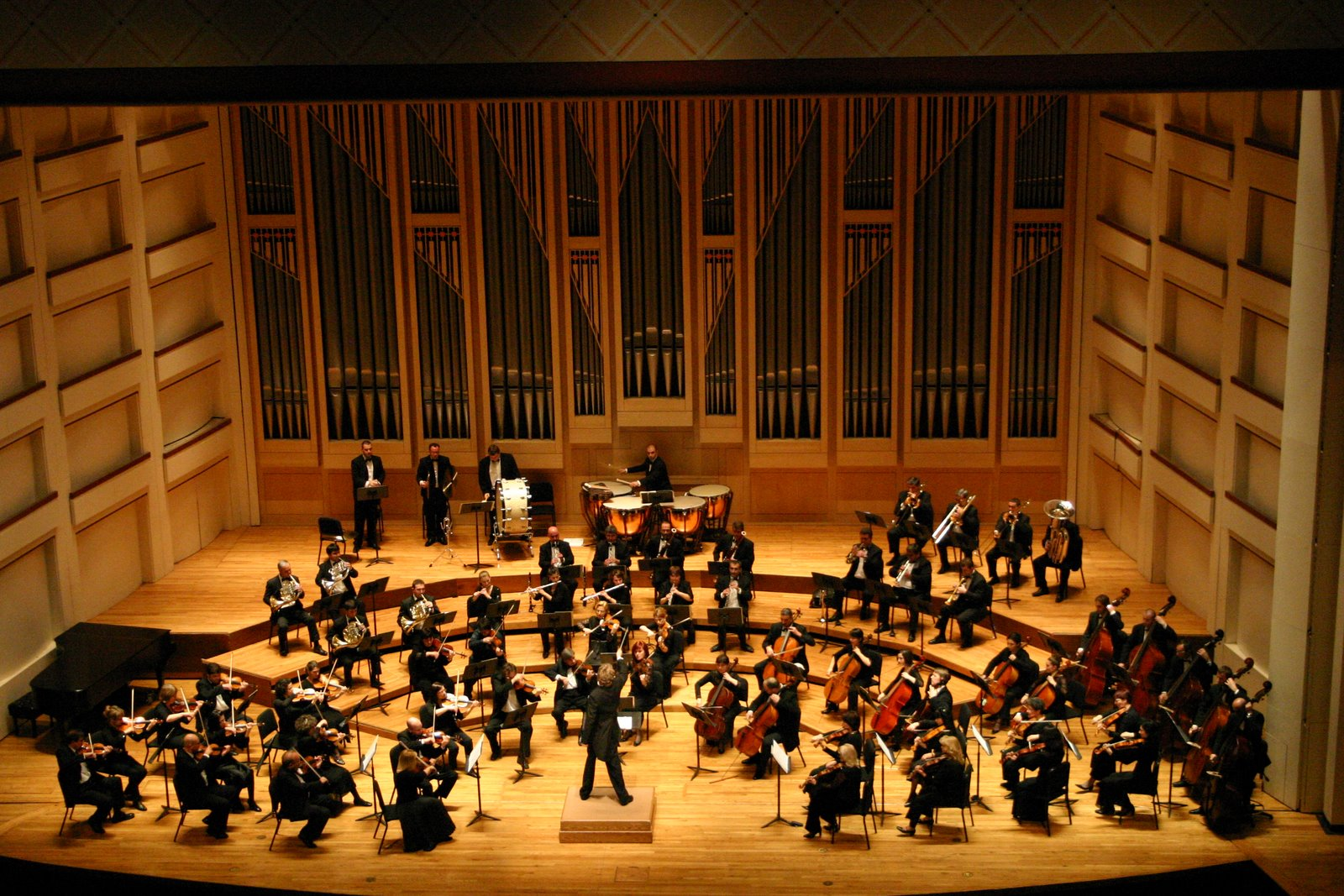
ارکستر فیلارمونیک دوبلین

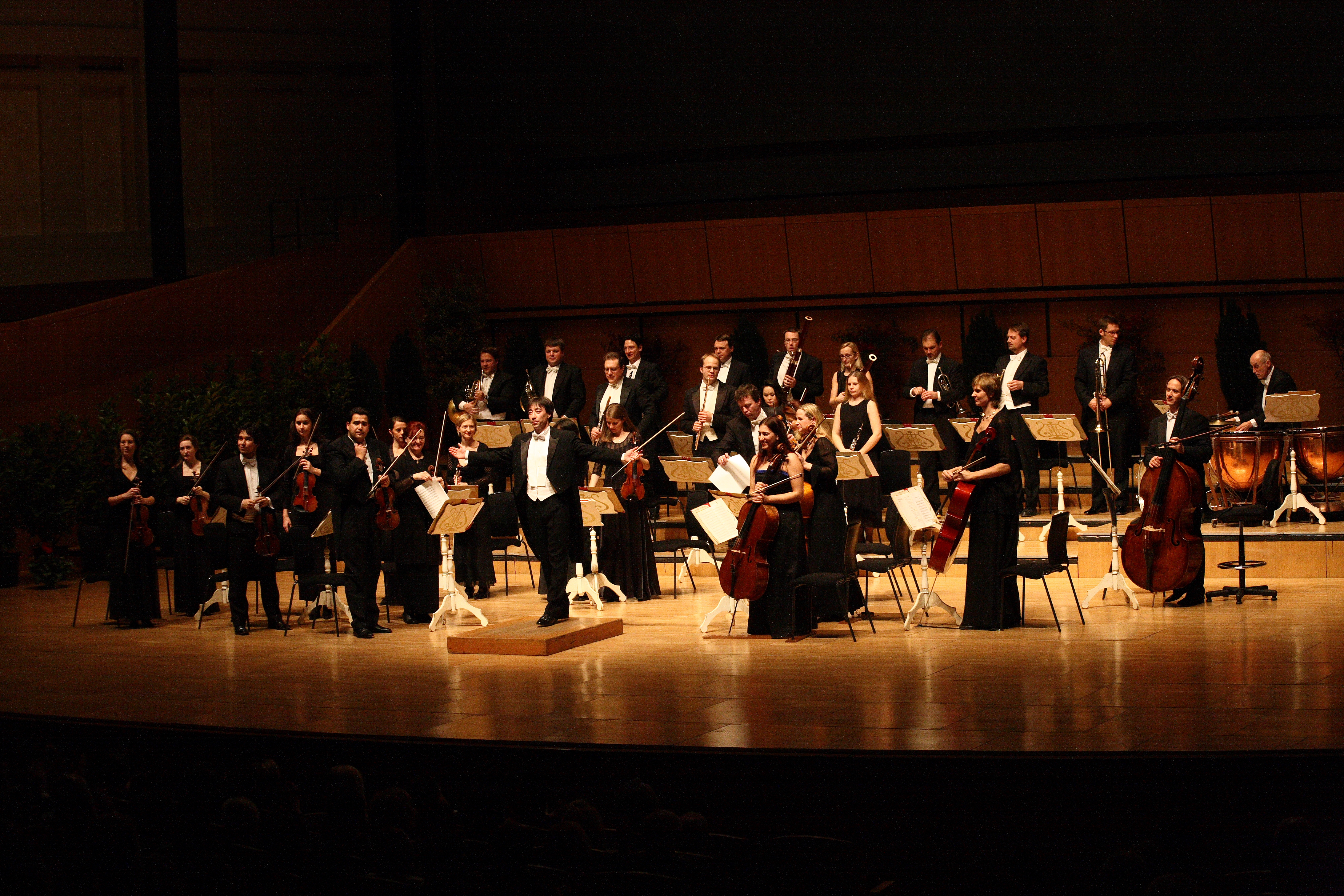
ارکستر موتسارت وین

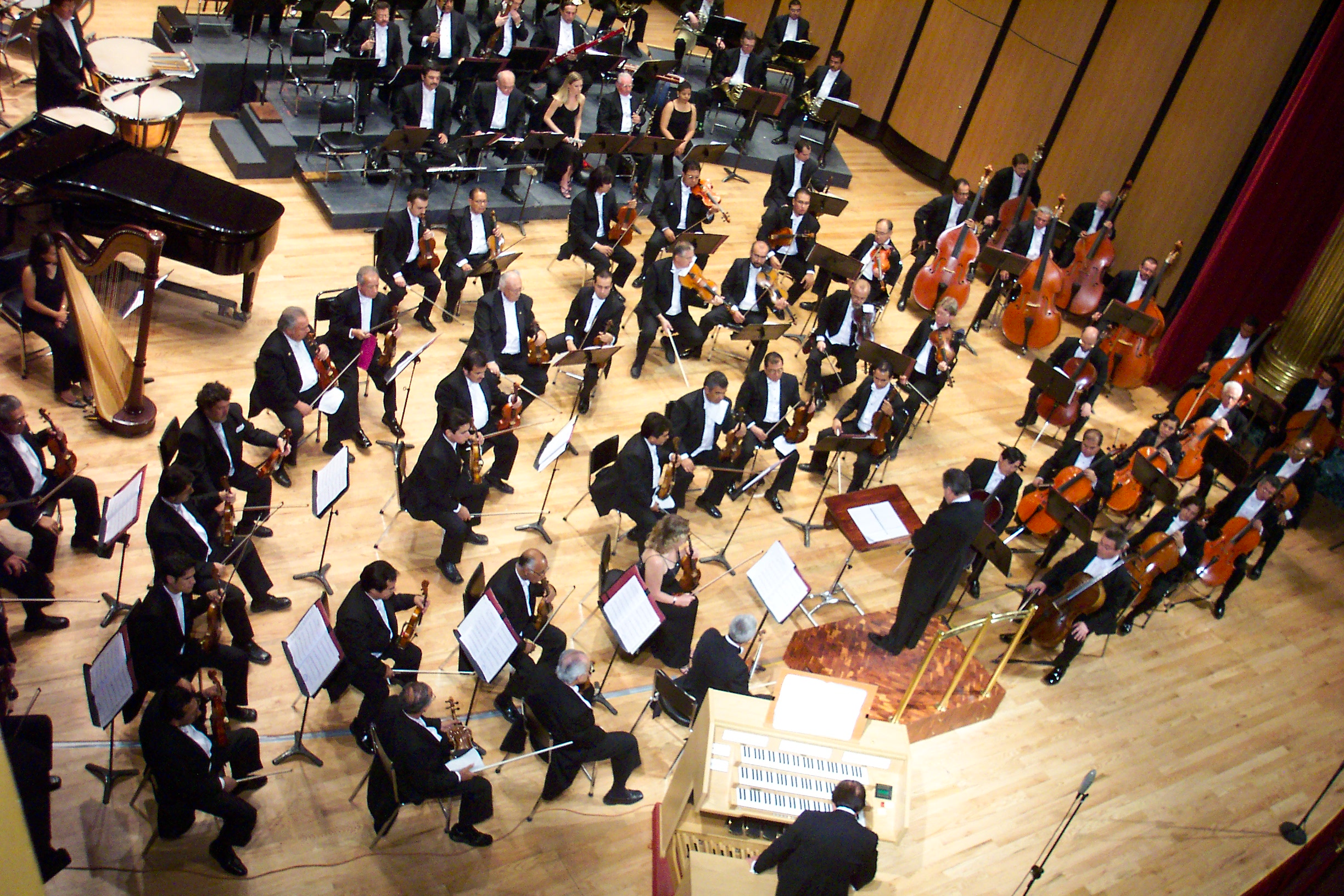
ارکستر فلارمونیک ژالیسکو

ارکستر یا سازگان به مجموعه‌ای از نوازندگان و سازهایی که باهم به اجرای قطعات موسیقی می‌پردازند گفته می‌شود.
هر ارکستر به‌طور معمول براساس قرارگرفتن نوع و تعداد سازها در آن نامگذاری می‌شود. برای نمونه، ارکستر سمفونی، که به‌عنوان بزرگ‌ترین نوع ارکستر شناخته می‌شود، بدان معناست که در آن از تمام گروه‌های سازی استفاده شده و تقریباً تمامی سازهای موسیقی کلاسیک غربی در آن وجود دارد. ارکسترهای کوچک‌تر، که بخشی از سازهای موسیقی کلاسیک در آن قرار دارد، با نام‌های دیگر از جمله ارکستر مجلسی نامیده می‌شوند.
ارکستر مجلسی به ارکستری گفته می‌شود که در آن از سازهای زهیِ آرشه‌ای، سازهای بادی چوبی و سازهای کوبه‌ای و سازهای کلیدی همچون پیانو می‌تواند استفاده شود.
در برخی از موارد، بعضی از عنوان‌ها برای ارکسترها استفاده می‌شود، که این نام‌ها اشاره‌ای به نوع سازهای به‌کاررفته یا نقش سازها در این ارکسترها ندارد و این نامگذاری‌ها تنها برای تشخیص‌دادن ارکسترهای مختلف در یک منطقه یا شهر استفاده می‌شود.
برای نمونه، ارکستر فیلارمونیک معمولاً از سوی انجمن دوستداران موسیقی در هر شهر (انجمن فیلارمونیک) پشتیبانی مالی می‌شود و در این ارکسترها معمولاً از نوازندگان خبره و چیره‌دست هر شهر استفاده می‌گردد. البته ساختار ارکستر فیلارمونیک، ازنظر سازی، به‌صورت ارکستر سمفونیک یا ارکستر بزرگ است، مانند ارکستر فیلارمونیک برلین و ارکستر فیلارمونیک لندن.
در ارکسترها رهبر ارکستر مهم‌ترین نقش و در واقع قلب ارکستر به‌شمار می‌رود.

## تاریخچه

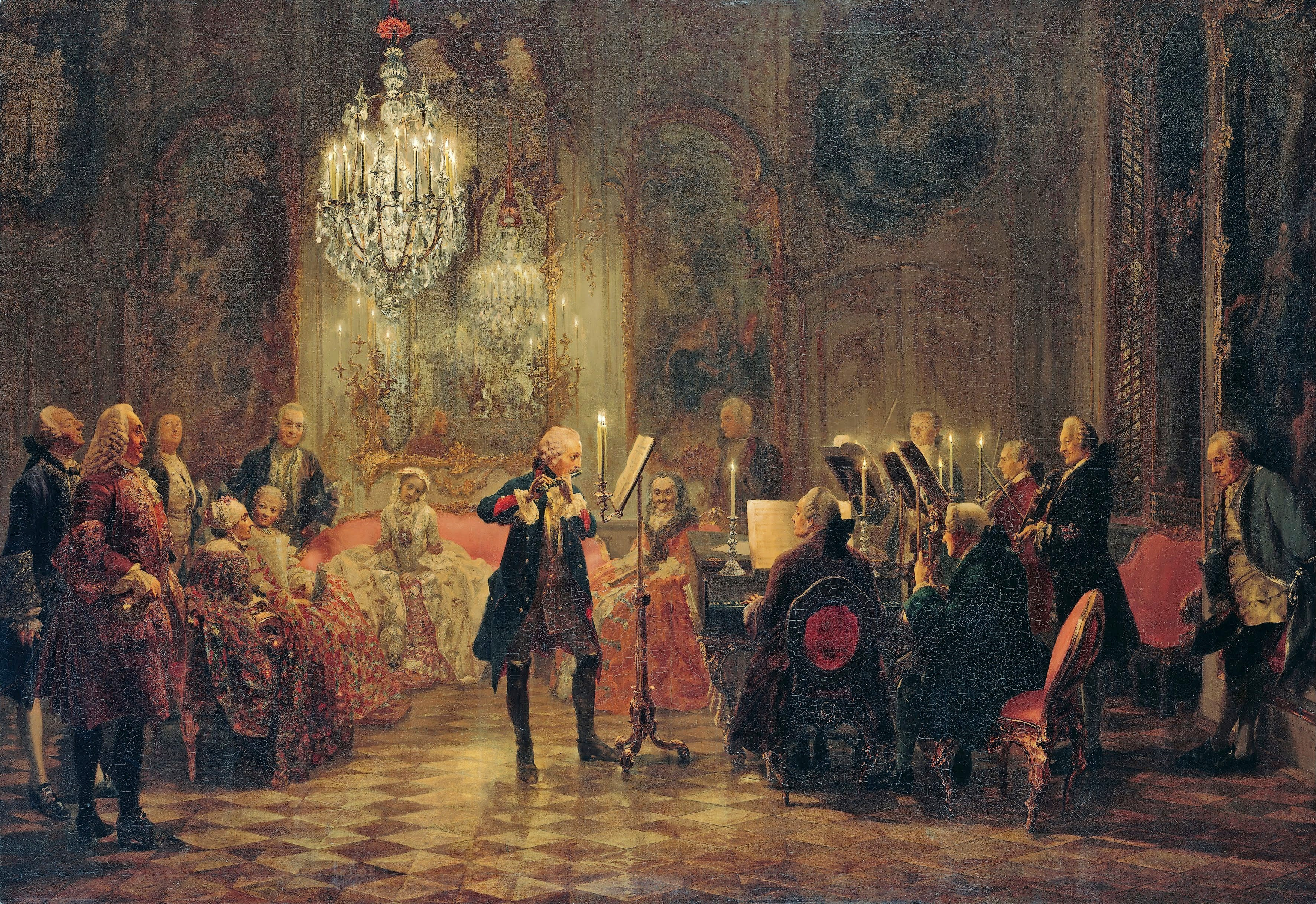
تابلوی کنسرتوی فلوت اثر آدولف مِنْتسِل

پیشینیانِ ارکسترهای امروزی، حوالی سال‌های ۱۶۰۰ پدیدار شدند. برجسته‌ترین و بارزترین مثال ارکسترهای پیشین، ارکستر موردنیاز برای اجرای اپرای ارفئو از ساخته‌های کلودیو مونته‌وردی است. در اواخر قرن هفدهم، آهنگساز فرانسوی، ژان-باپتیست لولی، برای بارگاه سلطنتی یک ارکستر ترتیب داد که تقریباً اکثر آن از سازهای زهی بود، ولی شامل سازهای بادی چوبی، نظیر ابوا و فاگوت و حتی فلوت نیز می‌شد.
در قرن هجدهم، یوهان استامیتز و دیگر آهنگسازان در آنچه که به عنوان مکتب مانهایم شناخته شده‌است، آهنگسازی‌های اولیه برای ارکستر سمفونی مدرن را پایه‌گذاری کردند. هر آهنگ از چهار قطعه برای ترکیب سازهای شامل قسمت بادی‌های چوبی (فلوت، ابوا و فاگوت)، بادی‌های برنجی (فرنچ هورن، ترومپت)، کوبه‌ای‌ها (۲ تیمپانی) و قسمت زهی (ویولن‌های اول و دوم، ویولا، ویولون سل و کنترباس) تشکیل می‌شد. کلارینت در این دوره در ارکستر پذیرفته گردید. در حالی که سازهای اصلی دوره‌های قبل مانند هارپسیکورد، لوت و لوت باس به‌تدریج به فراموشی سپرده شدند.
قرن نوزدهم دوره‌ای پربار برای ارکستر بود. بادی‌های چوبی از دو عدد به سه یا چهار عدد برای هر ساز افزایش یافتند و بادی‌های برنجی به وسیله ترومپت سوم، هورن سوم و چهارم و افزوده شدن ترومبون تقویت و تکمیل شدند. آهنگسازانی نظیر هکتور برلیوز، ریشارد واگنر و نیکولای ریمسکی کورساکف و در قرن بیستم ریشارد اشتراوس، گوستاو مالر و ایگور استراوینسکی وجود و خلق ارکسترهایی در ابعاد بی‌سابقه و وسیع از لحاظ صدایی را امری بدیهی و لازم شمرده بودند.
نمونه‌های بزرگ ارکسترهای اواخر قرن نوزدهم تا اواسط قرن بیستم ارکسترهایی با نزدیک به صد نوازنده را ثبت کرده و نیز ممکن بود شامل طیف گسترده‌ای از سازها و وسایل مورد نیاز مربوط به یک آهنگ خاص باشند.
هرچند از حدود سال‌های ۱۹۲۰ آهنگسازان رو به سوی چینش ارکسترهای کوچک کردند که گاه شامل سازهای سازهای قدیمی مکمل هم می‌شدند.

## سازبندی ارکستر
در یک ارکستر، بنا به نیاز، سازبندی می‌تواند متفاوت باشد. این چینش تابعی از پارتیتور نوشته‌شده به‌وسیلهٔ آهنگساز و همچنین تغییراتی است که در اثر تنظیم مجدد اتفاق می‌افتد.
این سازبندی به دسته‌های زیر تقسیم می‌شود:
- سازهای بادی چوبی
- سازهای بادی برنجی
- سازهای کوبه‌ائی
- سازهای زهی
- سازهای کلیدی

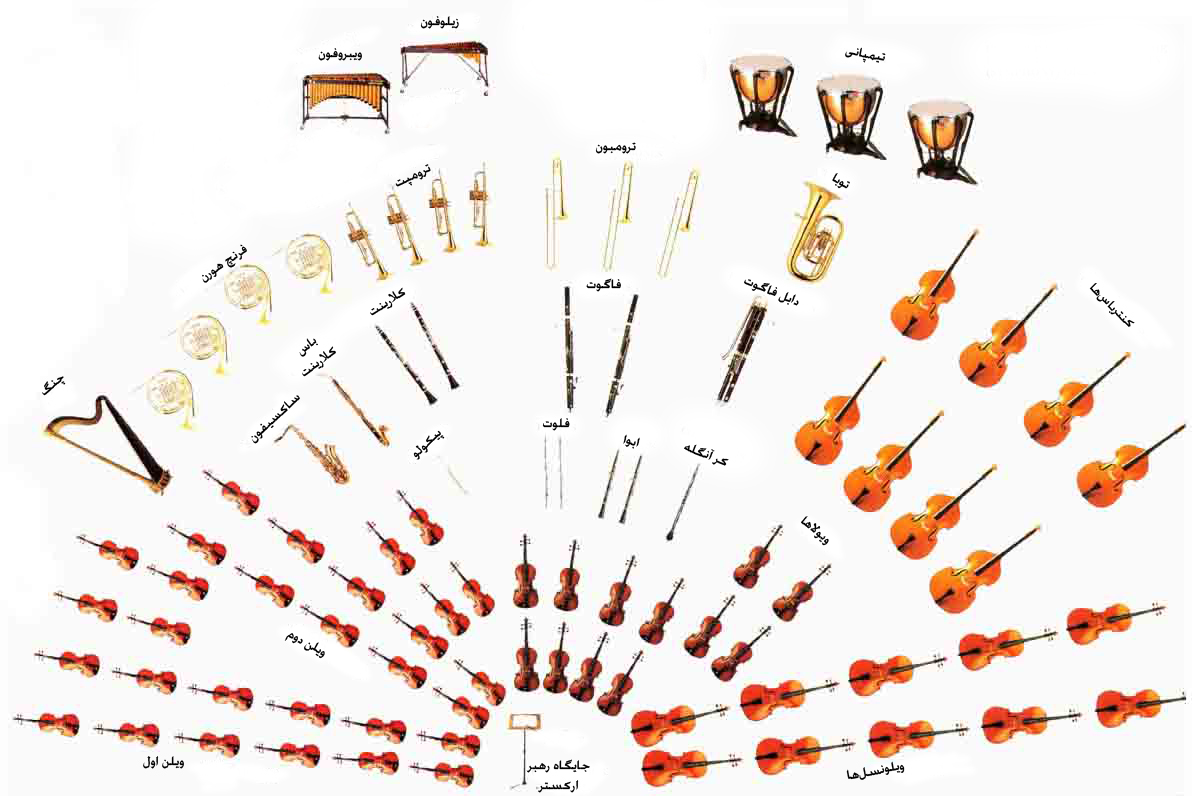
سازبندی ارکستر موسیقی کلاسیک

این یک دسته‌بندی کلی بر اساس نوع ساز در ترکیب ارکستر است. همان‌طور که در تصویر مشاهده می‌شود، در سمت چپ رهبر ارکستر، گروه ویولن‌های اول و در کنار آن ویولن‌های دوم قرار دارند. در کنار ویولن‌ها، ویولاها و در کنار ویولاها، و یولنسل‌ها قرار دارند.
قسمت جلوی ارکستر اغلب شامل سازهای زهی است. اما گاه در سمت چپ رهبر و جلوی ویولن‌های گروه اول، سازهای تکنواز کنسرتوها نیز جای می‌گیرند که بسته به کنسرتوی مورد نظر هر سازی می‌تواند باشد.
ردیف بعد متعلق به گروه بادی‌هاست و در کنار آنها کنترباس‌ها قرار می‌گیرند. سازهای کوبه‌ای اغلب در ردیف انتهایی قرار خواهند گرفت.
این سازمان‌دهی و نظم، گونه‌ای استاندارد را فراهم می‌کند تا از طریق آن رهبر ارکستر به وسیله اشارات قراردادی خود هر گروه سازی را از زمان نواختن خویش آگاه کند.

## ارکستر در گذر زمان
تقسیم‌بندی دیگرِ ارکستر مربوط به دوره‌های زمانی موسیقی کلاسیک است:

| سازهای بادی چوبی ۲ فلوت ۲ ابوا ۲ کلارینت ۲ فاگوت سازهای بادی برنجی ۲ یا ۴ فرنچ هورن ۲ ترومپت سازهای کوبه‌ای ۲ تیمپانی سازهای زهی ۱۰ ویولن اول ۸ ویولن دوم ۶ ویولا ۴ ویلونسل ۲ کنترباس | سازهای بادی چوبی پیکولو ۲ فلوت ۲ ابوا کر آنگله ۲ کلارینت ۲ فاگوت سازهای بادی برنجی ۴ فرنچ هورن ۲ ترومپت ۲ کورنت ۳ ترومبون توبا سازهای کوبه‌ای ۳ تیمپانی طبل کمربنددار درام باس سنج مثلث دایره‌زنگی گلوکن اشپیل سازهای زهی چنگ ۱۴ ویولن اول ۱۲ ویولن دوم ۱۰ ویولا ۸ ویلونسل ۶ کنترباس | سازهای بادی چوبی پیکولو ۳ فلوت ۳ ابوا کر آنگله ۳ کلارینت ۳ فاگوت سازهای بادی برنجی ۸–۴ فرنچ هورن ۴–۳ ترومپت ۴–۳ ترومبون ۲–۱ توبا توبای واگنر سازهای کوبه‌ای ۴ یا بیشتر تیمپانی طبل کمربنددار درام باس سنج تام-تام مثلث دایره‌زنگی گلوکن اشپیل زیلوفون زنگ لوله‌ای سازهای زهی ۲ چنگ ۱۶ ویولن در قسمت یکم ۱۴ ویولن در قسمت دوم ۱۲ ویولا ۱۰ ویلونسل ۸ کنترباس سازهای کلیدی پیانو سلستا | سازهای بادی چوبی ۴–۲ فلوت ۴–۲ ابوا ۴–۲ کلارینت ۴–۲ فاگوت ساکسیفون سازهای بادی برنجی ۸–۴ فرنچ هورن ۶–۳ ترومپت ۶–۳ ترومبون ۲–۱ توبا باریتون هورن سازهای کوبه‌ای تیمپانی طبل کمربنددار درام تنور درام باس سنج تام-تام مثلث قاب چوبی دایره‌زنگی گلوکن‌اشپیل زیلوفون ویبرافون زنگ لوله‌ای ماریمبا سازهای زهی ۲–۱ چنگ ۱۸–۱۶ ویولن در قسمت یکم ۱۶–۱۴ ویولن در قسمت دوم ۱۴–۱۲ ویولا ۱۲–۱۰ ویلونسل ۱۰–۸ کنترباس سازهای کلیدی پیانو سلستا ارگ (ساز) |  |